# Eifuku

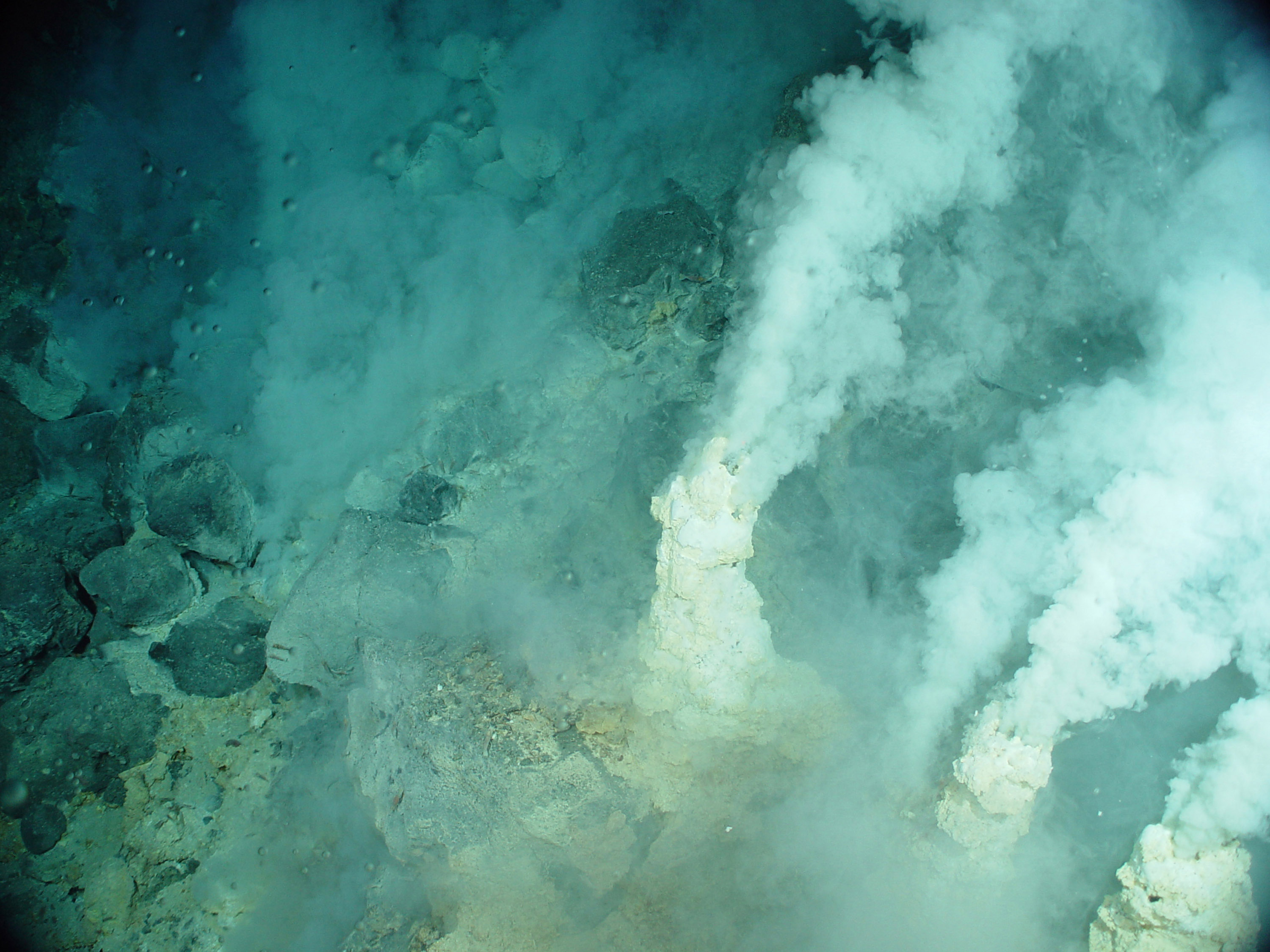

Der Eifuku ist eine Hydrothermalquelle aus der Gruppe der White Smoker.
Er liegt in der Präfektur Tokio.
Der Gipfel des kleinen, aber sehr aktiven Vulkans liegt 1535 m unter der Meeresoberfläche. Er bildet das Ende einer Kette von unterseeischen Vulkanen in einem Hydrothermalfeld namens Champagne, das bei einer Expedition im Jahr 2003 entdeckt wurde. Der Eifuku ist einer von nur zwei Orten weltweit, an denen der Ausstoß von natürlichem flüssigen Kohlendioxid beobachtet wurde.